# Massinet Sorcinelli
Massinet Sorcinelli   (São Paulo, 27 de febrer de 1922 - 12 d'agost de 1971) fou un jugador de bàsquet brasiler que va competir durant les dècades de 1940 i 1950. Jugava en la posició d'aler.
El 1948 va prendre part en els Jocs Olímpics de Londres, on guanyà la medalla de bronze en la competició de bàsquet. El 1951 guanyà la medalla de bronze en els Jocs Panamericans.